# Sergio Chiesa
Pour les articles homonymes, voir Chiesa.
Sergio Chiesa, né le 7 septembre 1972 à Villa d'Almè, est un coureur de fond italien. Il a remporté la médaille d'or sur le marathon des Jeux méditerranéens de 2001.

## Biographie
Pratiquant d'abord le demi-fond et le fond sur piste, puis la course sur route sur 5 et 10 kilomètres, Sergio se spécialise par la suite sur la distance du marathon. Il remporte son premier succès en 1998 en s'imposant sur le marathon de Bergame.
Le 12 décembre 1999, il effectue une excellente course au marathon de Reggio d'Émilie. Courant aux avant-postes, il parvient à devancer ses adversaires au sprint final et s'impose en 2 h 16 min 56 s, trois secondes devant le Russe Gennadiy Temnikov.
En 2000, il fait ses débuts dans la discipline de course en montagne. Il est sélectionné pour le Trophée mondial de course en montagne à Bergen. Alors que le Néo-Zélandais Jonathan Wyatt se confirme comme meilleur spécialiste de la discipline en remportant son second titre mondial avec une marge considérable sur ses adversaires, aucun athlète italien ne parvient à décrocher une place sur le podium. Sergio effectue une excellente course et parvient à décrocher la cinquième place comme meilleur Italien. Il remporte la médaille d'or au classement par équipes.
Le 11 septembre 2001, il prend part au marathon des Jeux méditerranéens à Tunis. Menant la course, il remporte la médaille d'or en 2 h 21 min 7 s, battant le Marocain El Mostafa Damaoui. Il signe son record personnel du marathon à Milan en décrochant la cinquième place en 2 h 10 min 30 s.
Lors du marathon de Venise 2003, il prend un départ prudent puis rattrape progressivement ses adversaires. Au kilomètre 30, il rejoint le groupe de tête qui s'effrite. Les Kényans Ibrahim Mitei et Paul Kanda se livrent à un duel fratricide. Sergio en profite pour leur passer devant et décroche la deuxième place derrière le Français El Hassan Lahssini qui effectue un début parfait en marathon.
Il annonce sa retraite sportive en 2007 souhaitant se consacrer à sa vie de famille après son mariage avec la sprinteuse Isabella Orlandini. Il sort cependant rapidement de sa retraite sportive et fait son retour à la compétition mais de manière plus sporadique.

## Palmarès

### Route
| Année | Compétition                            | Lieu            | Place | Épreuve       | Temps           |
| ----- | -------------------------------------- | --------------- | ----- | ------------- | --------------- |
| 1998  | Marathon de Bergame                    | Bergame         | 1er   | Marathon      | 2 h 19 min 6 s  |
| 1999  | Marathon de Bergame                    | Bergame         | 3e    | Marathon      | 2 h 22 min 13 s |
| 1999  | Stramonza                              | Monza           | 2e    | Semi-marathon | 1 h 5 min 42 s  |
| 1999  | Marathon de Reggio d'Émilie            | Reggio d'Émilie | 1er   | Marathon      | 2 h 16 min 56 s |
| 2000  | Marathon de Sant'Antonio               | Padoue          | 7e    | Marathon      | 2 h 21 min 34 s |
| 2000  | Marathon de Bergame                    | Bergame         | 2e    | Marathon      | 2 h 17 min 38 s |
| 2000  | Italian Marathon Memorial Enzo Ferrari | Carpi           | 8e    | Marathon      | 2 h 15 min 54 s |
| 2001  | Marathon de Turin                      | Turin           | 5e    | Marathon      | 2 h 12 min 27 s |
| 2001  | Marathon de Bergame                    | Bergame         | 2e    | Marathon      | 2 h 20 min 18 s |
| 2001  | Jeux méditerranéens                    | Tunis           | 1re   | Marathon      | 2 h 44 min 0 s  |
| 2001  | Marathon de Milan                      | Milan           | 5e    | Marathon      | 2 h 10 min 30 s |
| 2002  | Marathon de Turin                      | Turin           | 3e    | Marathon      | 2 h 11 min 0 s  |
| 2002  | Championnats d'Europe d'athlétisme     | Munich          | 21e   | Marathon      | 2 h 19 min 43 s |
| 2003  | Semi-marathon Rome-Ostie               | Ostie           | 5e    | Semi-marathon | 1 h 1 min 43 s  |
| 2003  | Semi-marathon de Bergame               | Bergame         | 1er   | Semi-marathon | 1 h 6 min 4 s   |
| 2003  | Championnats du monde de semi-marathon | Vilamoura       | 35e   | Semi-marathon | 1 h 4 min 34 s  |
| 2003  | Marathon de Venise                     | Venise          | 2e    | Marathon      | 2 h 11 min 30 s |
| 2004  | Maratona d'Europa                      | Trieste         | 3e    | Marathon      | 2 h 13 min 29 s |
| 2005  | Marathon de Trieste                    | Trieste         | 2e    | Marathon      | 2 h 14 min 0 s  |
| 2005  | Semi-marathon de Bergame               | Bergame         | 3e    | Semi-marathon | 1 h 6 min 50 s  |
| 2006  | Semi-marathon de Vérone                | Vérone          | 1er   | Semi-marathon | 1 h 5 min 17 s  |

### Course en montagne
| no  | masculin           | Course                                | Longueur | Départ            | Temps           |
| --- | ------------------ | ------------------------------------- | -------- | ----------------- | --------------- |
| 5e  | 5e                 | Trophée mondial de course en montagne | 11,6 km  | 10 septembre 2000 | 50 min 39 s     |
| 1re | Médaille d'or      | Trophée Nasego                        | 17 km    | 22 mai 2005       | 1 h 14 min 31 s |
| 2e  | Médaille d'argent  | Trophée Nasego                        | 17 km    | 21 mai 2006       |                 |
| 3e  | Médaille de bronze | Semi-marathon Tre Campanili           | 22 km    | 6 juillet 2008    | 1 h 23 min 35 s |
| 3e  | Médaille de bronze | Kilomètre vertical Chiavenna-Lagùnc   | 3,3 km   | 20 juillet 2008   | 34 min 28 s     |

## Records
| Épreuve       | Performance     | Date            | Lieu                |
| ------------- | --------------- | --------------- | ------------------- |
| 5 000 mètres  | 14 min 13 s 14  | 10 juin 2004    | Florence            |
| 10 000 mètres | 29 min 43 s 2   | 12 avril 2003   | Sondrio             |
| 10 kilomètres | 29 min 4 s      | 25 février 2001 | Salsomaggiore Terme |
| Semi-marathon | 1 h 3 min 41 s  | 23 mars 2002    | La Haye             |
| 30 kilomètres | 1 h 32 min 7 s  | 28 mars 2004    | Novellara           |
| Marathon      | 2 h 10 min 30 s | 8 avril 2001    | Milan               |